# Enea Bortolotti
Pour les articles homonymes, voir Bortolotti.
Enea Bortolotti (28 septembre 1896 - 22 juin 1942) est un mathématicien italien né à Rome.

## Biographie
Il est diplômé en mathématiques en 1920 à l'université de Pise, où il était l'élève de Luigi Bianchi. Il a enseigné la géométrie analytique et descriptive à l’université de Cagliari et de Florence. Il était principalement impliqué dans la géométrie différentielle : c'était un spécialiste de la théorie des connexions linéaires,.